# Wadeichthys oxyops
Wadeichthys oxyops è un pesce osseo estinto, appartenente agli archeomenidi. Visse nel Cretaceo inferiore (Aptiano, circa 120 - 112 milioni di anni fa) e i suoi resti fossili sono stati ritrovati in Australia.

## Descrizione
Questo pesce era di piccole dimensioni e solitamente non raggiungeva la lunghezza di 20 centimetri. Possedeva un corpo allungato, con una testa corta e profonda. Il muso era allungato e le fauci erano ampie, con la mandibola leggermente spostata in avanti. La pinna dorsale era spostata all'indietro, ed era quasi opposta alla pinna anale (leggermente più arretrata). Le pinne pelviche erano piccole, mentre quelle pettorali erano un po' più lunghe. La pinna caudale era biforcuta, con lobi di lunghezza pressoché uguale e relativamente larghi; al contrario di altri archeomenidi, lo scheletro caudale non era compatto. Le scaglie erano disposte in file diagonali, ed erano dotate di smalto. La notocorda di Wadeichthys non era ossificata. In alcune caratteristiche, i canali sensori e le linee preopercolari erano simili a quelle dei parasemionotiformi.

## Classificazione
Wadeichthys oxyceps è un rappresentante degli archeomenidi (Archaeomaenidae), un gruppo di pesci ossei vicini all'origine dei teleostei, tipici del Giurassico dell'Australia. Wadeichthys sembrerebbe essere stato l'archeomenide più arcaico, anche se fu l'ultimo a comparire. Ciò suggerirebbe la presenza di una ghost lineage di molti milioni di anni, dal momento che gli altri archeomenidi risalgono al Giurassico.
Wadeichthys oxyops venne descritto per la prima volta da Waldman nel 1971, sulla base di resti fossili ben conservati provenienti dalla zona di Koonwarra (Victoria, Australia).